# خیربت خهوو
خیربت خهوو  یک منطقهٔ مسکونی در اردن است که در استان امان واقع شده‌است.